# Fricativa alveolare sonora
La consonante fricativa alveolare sonora è un fono realizzato nel luogo di articolazione alveolare e con modo di articolazione fricativo. Fa inoltre parte del gruppo di foni chiamati sibilanti, così definiti per la particolare stridulità del loro suono. Ciò è dovuto all'articolazione con lingua solcata, cioè con un solco longitudinale sulla superficie della lingua.
Il simbolo usato dall'Associazione Fonetica Internazionale per rappresentare la fricativa alveolare è [z], e rispecchia il valore del grafema <z> in inglese e francese.
Molte lingue del mondo presentano questo suono nel loro inventario fonetico. Però solo in una parte di esse compare con statuto di fonema. Tra queste troviamo l'italiano standard, che nella pronuncia toscana oppone il fonema /z/ al suo equivalente sordo [s]. In altre lingue, come lo spagnolo, [z] e [s] sono allofoni complementari di un unico fonema /s/.

## Caratteristiche fonetiche
La realizzazione della consonante fricativa alveolare sonora presenta le seguenti caratteristiche:
1. Processo pneumatico: polmonare. L'articolazione di /z/ avviene modificando il flusso d'aria egressivo proveniente dai polmoni.[3]
2. Processo glottidale: sonoro. Le pliche vocali sono accostate, e l'aria, passando attraverso la glottide, le mette in vibrazione.
3. Processo articolatorio:
  - Organo articolatore: corona linguale. L'articolazione di /z/ si basa sull'avvicinamento della corona della lingua, la sua parte più avanzata, verso il luogo di articolazione. La corona della lingua è a sua volta divisibile in due zone, dette apice e lamina, impiegate nel realizzare /z/ a seconda delle lingue e delle varietà.[4]
  - Luogo di articolazione: alveolare. La lingua si avvicina a quella zona della volta palatale dove si innestano i denti, comprendente la cresta alveolare e le gengive.
  - Modo di articolazione: fricativo. La cavità orale viene parzialmente chiusa e l'aria espiratoria è costretta a passare in un canale ristretto, provocando il caratteristico rumore di frizione.[5]
4. Processo oronasale: chiuso. Il velo palatino è alzato, in modo che l'aria polmonare può uscire soltanto nella cavità orale, e non in quella nasale.

## Nelle lingue

### Italiano
Nell'ortografia italiana [z] è rappresentato con il grafema <s>, usato però per indicare anche il fono [s]. La differenza tra questi due foni non risulta quindi nella grafia, ma soltanto nella realizzazione orale.
Nella lingua italiana standard [z] ha valore distintivo, anche se in molte posizioni /z/ ha una distribuzione complementare con quella di /s/, portando così ad annullarsi l'opposizione fonologica.

#### Distribuzione di [s] e [z]
Distribuzione dei foni fricativi alveolari nell'italiano standard, nella pronuncia tradizionale:
Posizione pre-consonanticacompare [s] prima di consonante sorda, [z] prima di consonante sonora. Avviene cioè un'assimilazione regressiva di sonorità, che rende predicibile la presenza di [s] o [z].
Posizione iniziale di parola o di morfema davanti a vocalecompare soltanto [s].
Posizione post-consonantica davanti a vocalecompare soltanto [s].
Posizione intervocalica (interna ai confini di parola)può comparire sia [z] che [s], senza possibilità di previsione in base al contesto. La presenza di un fono invece dell'altro può cambiare il significato della parola, sebbene solo in alcuni casi sporadici.
L'opposizione fonologica /s/ ~ /z/ dell'italiano standard è riconducibile storicamente al processo di sonorizzazione settentrionale, verificatosi nei dialetti dell'Italia settentrionale, per cui tutte le /s/ in posizione intervocalica si sono sonorizzate e sono passate ad una realizzazione come [z]. Nei dialetti settentrionali, quindi, ad ogni /s/ intervocalica del latino corrisponde [z]. Il toscano invece non è stato interessato direttamente da questo fenomeno, ma una realizzazione sonora si è diffusa per influenza della pronuncia settentrionale, interessando però soltanto una parte del lessico. Così ad esempio in toscano, e quindi in italiano standard, ha acquisito una realizzazione con sonora il sostantivo "chiese", pronunciato [ˈkjɛːze], ma non il sostantivo "fuso", pronunciato [ˈfuːso].
La coesistenza nel lessico toscano di forme che conservano la [s] originaria del latino con forme che presentano l'esito sonorizzato [z], sconosciuto al latino, ha portato ad una distribuzione contrastiva dei foni [s] e [z], che quindi assumono entrambi valore fonologico.

#### Nell'italiano regionale
I dialetti romanzi dell'Italia settentrionale hanno subito il fenomeno della sonorizzazione settentrionale in modo sistematico, per cui ad /s/ intervocalica (scempia) latina fanno corrispondere sempre [z]. Viceversa, i dialetti romanzi dell'Italia meridionale non hanno conosciuto il fenomeno della sonorizzazione settentrionale, per cui conservano sempre la /s/ sorda del latino davanti a vocale. Queste caratteristiche si riversano nella pronuncia regionale dell'italiano: nel settentrione tra vocali viene realizzato [z] nella gran maggioranza dei vocaboli, mentre nel meridione tra vocali viene realizzato sempre [s].
I dialetti settentrionali inoltre non presentano consonanti lunghe, e a volte anche nella pronuncia dell'italiano i parlanti settentrionali non realizzano in modo sistematico la lunghezza consonantica. Nel caso che nell'italiano si presenti la sequenza /ss/ ("s" doppia), i parlanti settentrionali la potranno realizzare abbreviata, cioè come [s]. In questo caso a livello fonologico anche l'italiano regionale settentrionale può presentare quindi un'opposizione [s] ~ [z] in posizione intervocalica.

#### Posizione al confine di morfema
Nelle parole complesse, formate con un lessema con <s> iniziale prevocalica, si conserva la pronuncia con [s] anche se tale fono viene a trovarsi in posizione intervocalica interna. La realizzazione con il fono sordo è propria anche dei parlanti settentrionali, se viene percepita la natura composita della parola.
Ad esempio la parola "risorgere" sarà realizzata come [ri'sorʤere] anche da un parlante settentrionale, se cosciente che tale verbo è formato con un prefisso.
Un comportamento particolare è mostrato da /s/ iniziale di parola (o di morfema) seguita da approssimante. Nel caso la consonante approssimante sia rappresentata da [r], [l] o [n] si verifica l'assimilazione di sonorità, per cui verrà realizzata [z]. Nel caso invece la consonante approssimante sia rappresentata dalle semiconsonanti [j] o [w] non si verifica l'assimilazione di sonorità, e viene realizzata [s]. Questo è dovuto al fatto che in italiano le semiconsonanti [j] e [w] si comportano come fossero vocali.

#### Statuto fonologico
Storicamente nell'italiano [z] si è imposto con valore fonologico, ma le coppie minime in cui si oppongono [s] e [z] sono oggi molto poche e rispettate perlopiù solo nella pronuncia della Toscana. Nella stessa Toscana è in espansione la tendenza a realizzare la fricativa alveolare sempre sonora, in contesto intervocalico fuori dei casi di confine di morfema, come avviene nel nord. Ed anche nel sud Italia la pronuncia con [z] intervocalica è accettata, in alcuni casi anche preferita e sentita come più moderna, per imitazione del modello settentrionale.
Nonostante ciò [s] e [z] non possono essere considerati allofoni. Considerando le parole in cui compare la sorda intervocalica perché preceduta da un confine di morfema, risulta che nel contesto intervocalico entrambi i foni sono possibili. Se il numero esiguo di coppie minime rende quindi l'opposizione a basso rendimento funzionale, la loro distribuzione contrastiva fa assegnare tuttavia ad entrambi i foni lo status di fonemi.

### Francese
In lingua francese tale fono è reso con la grafia ⟨s⟩ o ⟨z⟩:
- ciseaux "forbici" [siˈzo]
- Toulouse "Tolosa" [tuˈluːz]
- seize "sedici" [sɛːz]

### Inglese
In lingua inglese tale fono è reso con la grafia ⟨s⟩ o ⟨z⟩:
- because "perché" [bɪˈkʰɒz]
- wisdom "saggezza" [ˈwɪzdəm]
- zone "zona" [zəʊ̯n]
- size "taglia" [saɪ̯z]

### Tedesco
In lingua tedesca tale fono corrisponde alla ⟨s⟩ in posizione iniziale seguita da vocale oppure in posizione intervocalica:
- Sommer "estate" [ˈzɔmɐ]
- Seide "seta" [ˈzaɪ̯də]
- Rose "rosa" [ˈʀoːzə]
- Speise "pietanza, cibo, piatto" [ˈʃpaɪ̯zə]

### Latino
In Latino questo fonema era reso con la lettera Z, anche se tramite il fenomeno del rotacismo, diventò [r]. Il fonema venne reintrodotto quando venne importata la pronuncia Greca [d͡z] della lettera Z a cui si alternava. Durante il periodo del Latino classico, la 's' intervocalica divenne pronunciata [z] alternandosi a [s].
Prima del completamento del rotacismo, le parole scritte con la 's' intervocalica vennero scritte con la lettera Z (es:flosis a flozis a floris)
- Zĕphўros [zɛpʰʏros] o [d͡zɛɸʏros]
- Mezentĭus [mezentˈɪʊs]
- Rosă [roza]

### Ceco
In lingua ceca tale fono è reso con la grafia ⟨z⟩:
- zima "inverno" [ˈzɪma]

### Sloveno
In lingua slovena tale fono è reso con la grafia ⟨z⟩:
- Zagreb [ˈzaɡreb]

### Polacco
In lingua polacca tale fono è reso con la grafia ⟨z⟩:
- Poznań [ˈpɔznaɲ]

### Slovacco
In lingua slovacca tale fono è reso con la grafia ⟨z⟩:
- Plzeň [ˈpl̩zɛɲ]

### Croato
In lingua croata tale fono è reso con la grafia ⟨z⟩.

### Russo
In lingua russa tale fono è reso con la grafia ⟨з⟩ nell'alfabeto cirillico:
- заезжать [zɐjɪˈʑːætʲ]

### Bielorusso
In lingua bielorussa tale fono è reso con la grafia ⟨з⟩ nell'alfabeto cirillico.

### Ucraino
In lingua ucraina tale fono è reso con la grafia ⟨з⟩ nell'alfabeto cirillico.

### Bulgaro
In lingua bulgara tale fono è reso con la grafia ⟨з⟩ nell'alfabeto cirillico.

### Serbo
In lingua serba tale fono è reso con la grafia ⟨з⟩ nell'alfabeto cirillico.

### Greco
In lingua greca moderna tale fono è reso da ⟨ζ⟩ oppure da ⟨σ⟩ seguita da una consonante sonora:
- ζέφυρος (traslitterato zéphyros) "vento di ponente, zefiro" [ˈzɛfiros]
- βάζω (traslitterato vàzō) "mettere" [ˈvɐzo]
- σεισμός (traslitterato seismós) "terremoto, sisma" [sizˈmɔs]
- σβήνω (traslitterato svìno) "spegnere" [ˈzvino]

Nel greco antico si realizzava solo quando ⟨σ⟩ era seguita da una consonante sonora (⟨ζ⟩ trascriveva ancora il nesso [d͡z]).
- σεισμός (traslitterato seismós) "terremoto, sisma"
- σβέννυμι (traslitterato sbènnȳmi) "spegnere"

### Giapponese
In lingua giapponese:
- 全部 (traslitterato zembu) "tutto" [zembɯ]

### Arabo
In arabo questo fono è reso dalla lettera ⟨ﺯ⟩.